# Поречский район
Поречский район (бел. Парэцкі раён) — район, существовавший в Белостокской области Белорусской ССР в 1940 году. Центр — город Поречье.

## История
Поречский район был образован 15 января 1940 года на части территории упразднённого Гродненского уезда Белостокской области Указом Президиума Верховного Совета СССР.
25 ноября 1940 года Порческий район был упразднён. При этом его территория была разделена между Алитусским уездом Литовской ССР, а также Гродненским и Скидельским районами Белостокской области БССР.